# Montipora digitata
Montipora digitata (lat. digitatus = fingerartig) ist eine Steinkoralle (Scleractinia) aus dem tropischen Indopazifik. Im Gegensatz zu den anderen Arten der Gattung Montipora, die eher krustig wachsen oder blattförmige, nahe am Substrat wachsende Strukturen bilden, wächst Montipora digitata buschförmig und bildet dünne, poröse, stumpf endende Äste, die leicht abbrechen. Sie ist meist grün, kann aber auch von oranger, violetter oder blauer Farbe sein. Die Wachstumsspitzen an den Enden der Äste sind weiß.
Besonders letztere Farbformen sind bei Meerwasseraquarianern sehr begehrt. Montipora digitata gehört zu den einfacher zu haltenden Steinkorallen und kann leicht durch Fragmentation künstlich vermehrt werden.

## Weblink
- Montipora digitata in der Roten Liste gefährdeter Arten der IUCN 2013.2. Eingestellt von: DeVantier, L., Hodgson, G., Huang, D., Johan, O., Licuanan, A., Obura, D., Sheppard, C., Syahrir, M. & Turak, E., 2008. Abgerufen am 10. Dezember 2013.